# Simon-Jude Honnorat

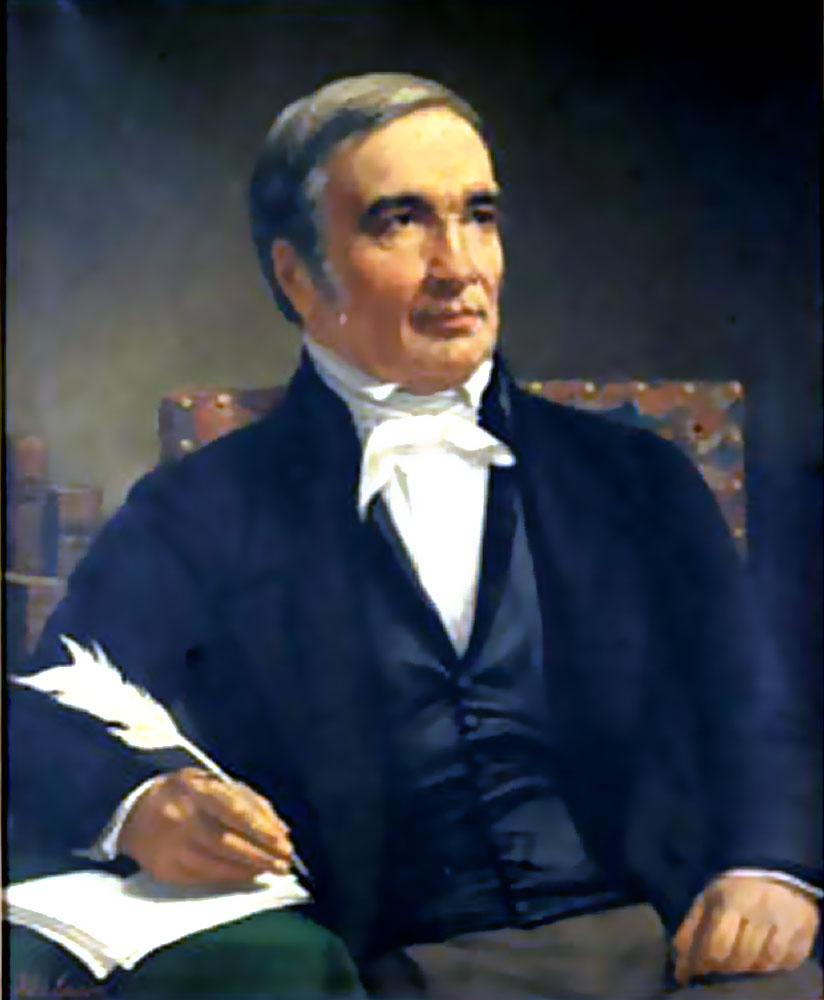
Simon-Jude Honnorat

Simon-Jude Honnorat (* 3. April 1783 in Allos; † 31. Juli 1852 in Digne-les-Bains) war ein französischer Arzt, Botaniker, Provenzalist und Romanist.

## Leben und Werk
Honnorat studierte in Grenoble und Paris, promovierte 1807 in Medizin mit der Arbeit L’Histoire naturelle, chimique et médicale des Cantharides (Paris 1807) und ließ sich als Arzt in Digne-les-Bains nieder. Dort erarbeitete er im Laufe von 30 Jahren ein großes Wörterbuch der provenzalischen Sprache in Geschichte und Gegenwart mit 107.000 Artikeln, das auch viel Sachinformation enthält und von Frédéric Mistral geschätzt wurde. Das von ihm ebenfalls fertiggestellte Manuskript einer Grammatik des Provenzalischen wurde nicht gedruckt und ging verloren. In Digne-les-Bains ist die "Rue du Docteur Honnorat" nach ihm benannt. Im Musée Gassendi in Digne wurde ihm ein eigenes Kabinett gewidmet.

## Werke
- Projet d’un dictionnaire provençal-français, ou Dictionnaire de la langue d’oc, ancienne et moderne, Digne 1840 (80 Seiten)
- Dictionnaire Provençal-Français ou dictionnaire de la langue d’Oc ancienne et moderne, 3 Bde., Digne 1846–1847, Marseille 1971, Genf 1971 (767, 1420 Seiten); 2 Bde., Raphèle-lès-Arles 1991 (2187 Seiten)
- Vocabulaire français-provençal, Digne 1848 (183 Seiten); Raphèle-lès-Arles 1988 (301 Seiten)